# Équipe d'Algérie masculine de handball au Championnat d'Afrique 2004
L'équipe d'Algérie handball au championnat d'Afrique 2004 participe à ses 15e Championnat d'Afrique lors de cette édition 2004 qui se tient en Égypte du 8 au 18 avril 2004,. Ce championnat sert de qualification pour les championnats du monde 2005.

## Effectif
- Yazid Akchiche
- Mimoun Mimouni
- Abdérazak Hamad
- El Hadi Biloum
- Abdelmalek Slahdji
- Belgacem Filah
- Abdelghani Loukil
- Sid Ali Guiti
- Sid Ali Yahia
- Abdellah Toum
- Hichem Boudrali
- Khaled Ghoumal
- Tewfik Sadaoui
- Tahar Labane
- Ahmed Hadjali
- Sofiane Lamali

Entraîneur
- Erwin Kaldarasch

## Résultats

### Phase de groupe
L'Algérie termine première du groupe A et se qualifie pour le tour principal.
|   | Équipe        | Pts | J | G | N | P | Bp | Bc | Diff |
| - | ------------- | --- | - | - | - | - | -- | -- | ---- |
| 1 | Algérie       | 4   | 2 | 2 | 0 | 0 | 74 | 33 | 41   |
| 2 | Cameroun      | 2   | 2 | 1 | 0 | 1 | 49 | 45 | 4    |
| 3 | Kenya         | 0   | 2 | 0 | 0 | 2 | 40 | 85 | -45  |
| 4 | Côte d'Ivoire | 0   | 0 | 0 | 0 | 0 | 0  | 0  |      |

| Date et Heure       | Équipe 1 | Score   | Équipe 2 |
| ------------------- | -------- | ------- | -------- |
| 8 avril 2004 16h00  | Algérie  | 51 – 18 | Kenya    |
| 9 avril 2004 18h00  | Cameroun | 34 – 22 | Kenya    |
| 10 avril 2004 16h00 | Algérie  | 23 – 15 | Cameroun |

| 8 avril 2004 16h00 UTC+2 | Algérie    | 51 - 18 | Kenya | , Le Caire |
| 8 avril 2004 16h00 UTC+2 | (-)        |         |       | , Le Caire |
| 8 avril 2004 16h00 UTC+2 | [ Rapport] |         |       | , Le Caire |

| 10 avril 2004 16h00 UTC+2 | Algérie    | 23 - 15 | Cameroun | , Le Caire |
| 10 avril 2004 16h00 UTC+2 | (-)        |         |          | , Le Caire |
| 10 avril 2004 16h00 UTC+2 | [ Rapport] |         |          | , Le Caire |

### Tour principal
L'Algérie termine deuxième du groupe F et se qualifie pour les demi-finales.
|   | Équipe  | Pts | J | G | N | P | Bp | Bc | Diff |
| - | ------- | --- | - | - | - | - | -- | -- | ---- |
| 1 | Tunisie | 4   | 2 | 2 | 0 | 0 | 71 | 54 | 17   |
| 2 | Algérie | 2   | 2 | 1 | 0 | 1 | 60 | 50 | 10   |
| 3 | Maroc   | 0   | 2 | 0 | 0 | 2 | 44 | 71 | -27  |

| Date et Heure       | Équipe 1 | Score   | Équipe 2 |
| ------------------- | -------- | ------- | -------- |
| 12 avril 2004 19h00 | Tunisie  | 39 – 26 | Maroc    |
| 13 avril 2004 17h00 | Algérie  | 32 – 18 | Maroc    |
| 14 avril 2004 19h00 | Tunisie  | 32 – 28 | Algérie  |

| 13 avril 2004 17h00 UTC+2 | Algérie    | 32 - 18 | Maroc | , Le Caire |
| 13 avril 2004 17h00 UTC+2 | (-)        |         |       | , Le Caire |
| 13 avril 2004 17h00 UTC+2 | [ Rapport] |         |       | , Le Caire |

| 14 avril 2004 19h00 UTC+2 | Tunisie    | 32 - 28 | Algérie | , Le Caire |
| 14 avril 2004 19h00 UTC+2 | (-)        |         |         | , Le Caire |
| 14 avril 2004 19h00 UTC+2 | [ Rapport] |         |         | , Le Caire |

### Demi-finale
| 16 avril 2004 19h00 UTC+2 | Égypte     | 31 - 24 | Algérie | Main Hall , Le Caire |
| 16 avril 2004 19h00 UTC+2 | (-)        |         |         | Main Hall , Le Caire |
| 16 avril 2004 19h00 UTC+2 | [ Rapport] |         |         | Main Hall , Le Caire |

### Match pour la3eplace
| 17 avril 2004 19h00 UTC+2 | Angola     | 31 - 30 | Algérie | Main Hall , Le Caire |
| 17 avril 2004 19h00 UTC+2 | (-)        |         |         | Main Hall , Le Caire |
| 17 avril 2004 19h00 UTC+2 | [ Rapport] |         |         | Main Hall , Le Caire |